# Otto Bæckström
Fredrik Otto Bæckström, född 4 december 1802 i Karlskrona, död 25 april 1866 i Stockholm, var en svensk intendent och målare.
Otto Bæckström var son till dykeriöverkommissarien Anton Bæckström och Ingrid Sophia Ekholm samt från 1839 gift med Carolina Catharina Gustava (Nina) Silfversparre.
Han var intendent vid Kungliga klädkammaren i Stockholm och vid sidan av sitt arbete verksam som konstnär, och deltog i Konstakademins konstutställning. Han skänkte en större målning till frimurarbarnhemmet i Kristineberg föreställande Kristus i Getsemane. Bæckström är begravd på Norra begravningsplatsen utanför Stockholm.